# 15924 Axelmartin
15924 Axelmartin este un asteroid din centura principală de asteroizi.

## Descriere
15924 Axelmartin este un asteroid din centura principală de asteroizi. A fost descoperit pe 7 noiembrie 1997 la Solingen de Bernd Koch. Asteroidul prezintă o orbită caracterizată de o semiaxă mare de 2,40 ua, o excentricitate de 0,20 și o înclinație de 3,1° în raport cu ecliptica.